# Velletri
Velletri (Velitrae en latin, Velester en langue volsque) est une ville italienne de la ville métropolitaine de Rome Capitale dans le Latium.
Dans un de ses vignobles a été découverte en 1797 la Pallas de Velletri, statue antique qui se trouve aujourd'hui au Louvre, à Paris (France).

## Histoire
Velletri est connue dans l'Antiquité romaine sous le nom de Velitrae. Elle appartint aux Volsques, et aux Romains (495 av. J.-C.). La gens Octavia dont était issu l'empereur Auguste en était originaire. 
Le pape Benoît XVI en a été cardinal-évêque du titre du diocèse suburbicaire de Velletri-Segni.

## Monuments et lieux d'intérêt

### Architecture religieuse
- Basilique Cathédrale de Saint Clement
- Église de Sainte Marie du Trivio

### Architecture civile
- Mairie du 1572
- le Vieux Palais du 1822
- Palais Ginnetti du XVIIe siècle ; détruit pendant la guerre en 1944

## Administration
| Période                                  | Période       | Identité        | Étiquette           | Qualité                 |
| ---------------------------------------- | ------------- | --------------- | ------------------- | ----------------------- |
| juin 2004                                | juillet 2007  | Bruno Cesaroni  |                     |                         |
| juillet 2007                             | 28 avril 2008 | Stefano Trotta  |                     | commissario prefettizio |
| 28 avril 2008                            | En cours      | Fausto Servadio | Partito Democratico |                         |
| Les données manquantes sont à compléter. |               |                 |                     |                         |

### Communes limitrophes
Aprilia (LT), Artena, Cisterna di Latina (LT), Genzano di Roma, Lanuvio, Lariano, Nemi, Rocca di Papa